# Viktoria Wertheim

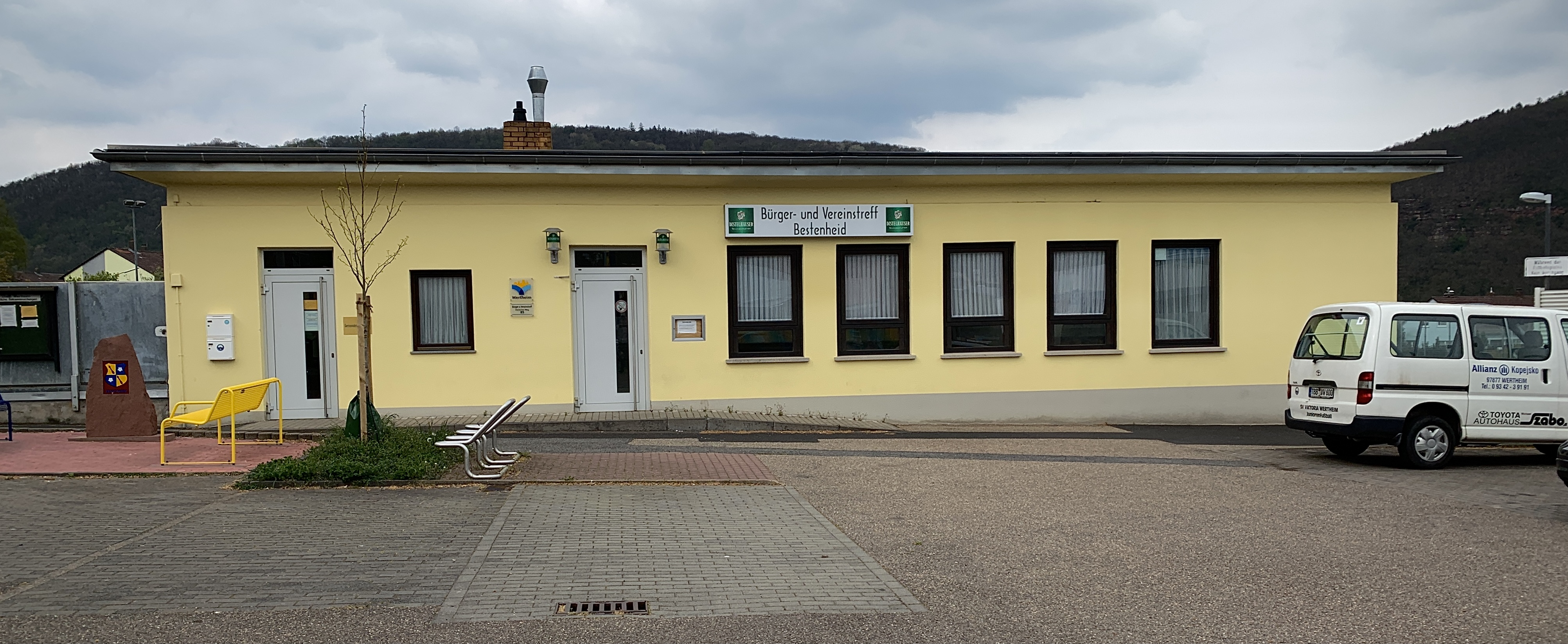
Sportheim des Fußballvereins Viktoria Wertheim im Bürger- und Vereinstreff des Wertheimer Stadtteils Bestenheid

Die SV Viktoria Wertheim 2000 eingetragener Verein, früher SC Viktoria Wertheim, (kurz Viktoria Wertheim e. V.) ist ein Idealverein zur Förderung des Sports mit Sitz in Wertheim im Main-Tauber-Kreis in Baden-Württemberg.

## Geschichte

### Vorgeschichte des SC Viktoria Wertheim
Mit einer Genehmigung durch die amerikanische Militärregierung wurde am 15. Oktober 1945 die SG Wertheim gegründet, der 1946 der Aufstieg in die Gruppe Nord der damaligen Landesliga Nordbaden gelang. In der Spielzeit 1946/47 belegte die SG Wertheim den 11. Platz und stieg wieder aus der Landesliga ab.
1951 entstand durch eine Fusion der SG Wertheim mit dem SC 46 Eichel und dem SC 48 Wertheim die Sportvereinigung (SV) Wertheim. Als die Fusion scheiterte, behielt der Fußballverein der Kernstadt Wertheim den Namen SV, während im Stadtteil Bestenheid im Jahre 1952 der SC Viktoria Wertheim gegründet wurde.
Der SC Viktoria Wertheim spielte in den Jahren 1964/65 in der 2. Amateurliga Nordbaden und nach einem Aufstieg 1965/66 für ein Jahr in der 1. Amateurliga Nordbaden. Bis zur Gründung der Oberliga Baden-Württemberg in der Saison 1978/79 war die 1. Amateurliga die oberste Amateurklasse und dritthöchste deutsche Spielklasse.

### Fusion mit dem SV Wertheim zur SV Viktoria Wertheim
| Saison  | Liga                             | Platz | Punkte | Tore  |
| ------- | -------------------------------- | ----- | ------ | ----- |
| 2012/13 | Kreisliga Tauberbischofsheim     | 2     | 53     | 68:29 |
| 2013/14 | Landesliga Odenwald              | 13    | 30     | 40:46 |
| 2014/15 | Landesliga Odenwald              | 12    | 35     | 31:43 |
| 2015/16 | Landesliga Odenwald              | 8     | 38     | 43:42 |
| 2016/17 | Landesliga Odenwald              | 10    | 36     | 49:63 |
| 2017/18 | Landesliga Odenwald              | 8     | 46     | 55:68 |
| 2018/19 | Landesliga Odenwald              | 15    | 32     | 35:71 |
| 2019/20 | Kreisliga Tauberbischofsheim     | 1     |        |       |
| 2020/21 | Landesliga Odenwald              | 18    |        |       |
| 2021/22 | Landesliga Odenwald              | 19    |        |       |
| 2022/23 | Kreisklasse B Tauberbischofsheim | 2     |        |       |
| 2023/24 | Kreisklasse A Tauberbischofsheim | 6     |        |       |

Die beiden Clubs SV Wertheim und SC Viktoria Wertheim vereinigten sich im Jahr 2000 zur SV Viktoria Wertheim. Die erste Fußballmannschaft spielte seit der Saison 2013/14 für sechs Spielzeiten in der Landesliga Odenwald. Am Ende der Saison 2018/19 stieg der Verein als Viertletzter der Landesliga Odenwald in die Kreisliga Tauberbischofsheim ab.
Im März 2020 musste aufgrund der COVID-19-Pandemie in Deutschland das Sportgelände geschlossen und der komplette Trainingsbetrieb auf unbestimmte Zeit ausgesetzt werden. Der Spielbetrieb wurde vom Badischen Fußballverband ebenfalls ausgesetzt.

## Erfolge
- Rekordmeister der Fußball-Landesliga Odenwald mit sechs Meistertiteln: 1982, 1984, 1989, 1993, 1996 und 2003[5]

## Bekannte Spieler
Aus dem Verein gingen die folgenden Sportler hervor: 
- Philipp Ochs
- Marco Höferth
- Friedrich Zipperer
- Josef Sattmann

Weitere bekannte Spieler bei Viktoria Wertheim waren:
- Kurt Helbig